# 佐々木正蔵

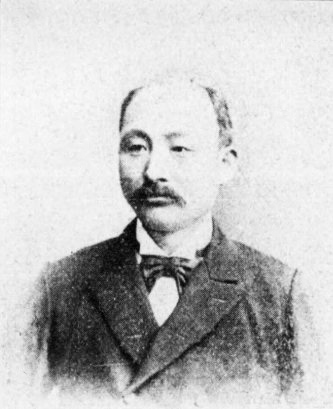
佐々木正蔵

佐々木 正蔵（ささき しょうぞう、安政2年10月21日（1855年11月30日） - 昭和11年（1936年）2月7日）は、明治・大正期に活動した治水家・政治家（衆議院議員）。

## 生涯
筑後国御井郡光行村（現・福岡県小郡市）の佐藤家に生まれる。のちに佐々木家の養子となり、上東鯵坂村の庄屋となる。
下西鯵坂村の庄屋であった田中政義・新吾親子とともに、たびたび氾濫を起こしていた筑後川の治水のための調査を進める。明治14年（1881年）、田中政義・新吾親子とともに福岡県会議員に当選、県会で筑後川改修の必要を説いた。また、上京して政府との交渉もおこなっている。
明治23年（1890年）の第1回衆議院議員総選挙では、福岡県第四区（御井郡・竹野郡など）から立候補して衆議院議員に当選、大成会に属した。以後10回の当選を重ね、国民協会・憲政会などに所属して治水政策の重要性を訴えた。
佐々木正蔵らが取り組んだ筑後川改修事業は、明治20年（1887年）4月に着手され、明治36年（1903年）4月に竣工した。治水工事に尽力した功績により、大正5年（1916年）には勲三等に叙せられている。昭和11年（1936年）没、享年82。
治水事業を記念して佐々木正蔵・田中新吾の銅像も建てられたが、第二次世界大戦時の金属回収によって失われた。銅像の台座のみが久留米百年公園に移されて残されている。
佐々木正蔵関係の文書は小郡市史編さん室によって調査され、『小郡市史』資料編に収録されている。ことに、明治24年（1891年）10月の第一議会開会前後に記した書簡の草稿集「備忘録」は、「吏党」政治家の動向を示す一次史料として研究者から注目されている。